# Kelurahan Kenari (administrativ by i Indonesien, Nusa Tenggara Timur)
Kelurahan Kenari är en administrativ by i Indonesien.   Den ligger i provinsen Nusa Tenggara Timur, i den sydöstra delen av landet, 2 000 km öster om huvudstaden Jakarta. Kelurahan Kenari ligger på ön Alor Island.